# Venus (1783)
För andra betydelser, se Venus (olika betydelser).
Venus var en svensk fregatt konstruerad och byggd 1783 av Fredrik Henrik af Chapman i Karlskrona. Venus blev den 1 juni 1789 erövrad av ryssarna i Kristianiafjorden och införlivad i ryska östersjöflottan.

## Historia
Fartyget byggdes under ledning av skeppsbyggaren Fredrik Henrik Chapman och sjösattes den 19 juli 1783 i Karlskrona. År 1786 avseglade hon till Göteborg för att tillhöra Göteborgs örlogsstation under befäl av Adolf Ulrik Sheldon. Tre år senare, under befäl av major Magnus Hansson, ingick Venus i Göteborgseskadern då hon den 1 juni 1789 erövrades av en rysk eskader i Kristianiafjorden, en händelse som skapade en intressant rättslig och diplomatisk efterprocess.

### Erövrandet av fregattenVenus, 1 juni, 1789
Fregatten Venus patrullerade vattnen utanför den norska kusten. Norge styrdes under denna tid av Danmark och betraktades som neutralt. Den 31 maj rapporterade utkikarna en rysk eskader bestående av fyra fregatter och en kutter, snart korrigerades rapporten till två linjeskepp, två fregatter och en kutter. Kapten major Hansson som litade på Venus utmärkta seglingsegenskaper trodde sig kunna hålla distansen till ryssarna tills en förändring i vinden plötsligt berövade Venus möjligheten att nå öppet hav. Inringad av den ryska eskadern flydde han med skeppet till mynningen av Oslofjorden (dåvarande Christianiafjorden) för att få skydd under en neutral nations flagga.
Men de ryska fartygen följde efter och gick till aktion. Kuttern Merkurij var det första fartyget som nådde Venus och båda fartygen öppnade eld, sen följde de större fartygen som placerade sig för att kunna skjuta mot Venus för och akter. Hansson hade förberett sitt skepp med så kallade springlinor på ankarkablarna för att svänga fartyget och dess kanoner i sidled. Till en början orsakades skador på de först anlända ryska skeppen, men när linjeskeppen var på plats och öppnade eld beslöt kapten Hansson, efter samråd med sin ledande befattningshavare, att inget mer skulle kunna uppnås genom ytterligare blodsutgjutelse och de kapitulerade.

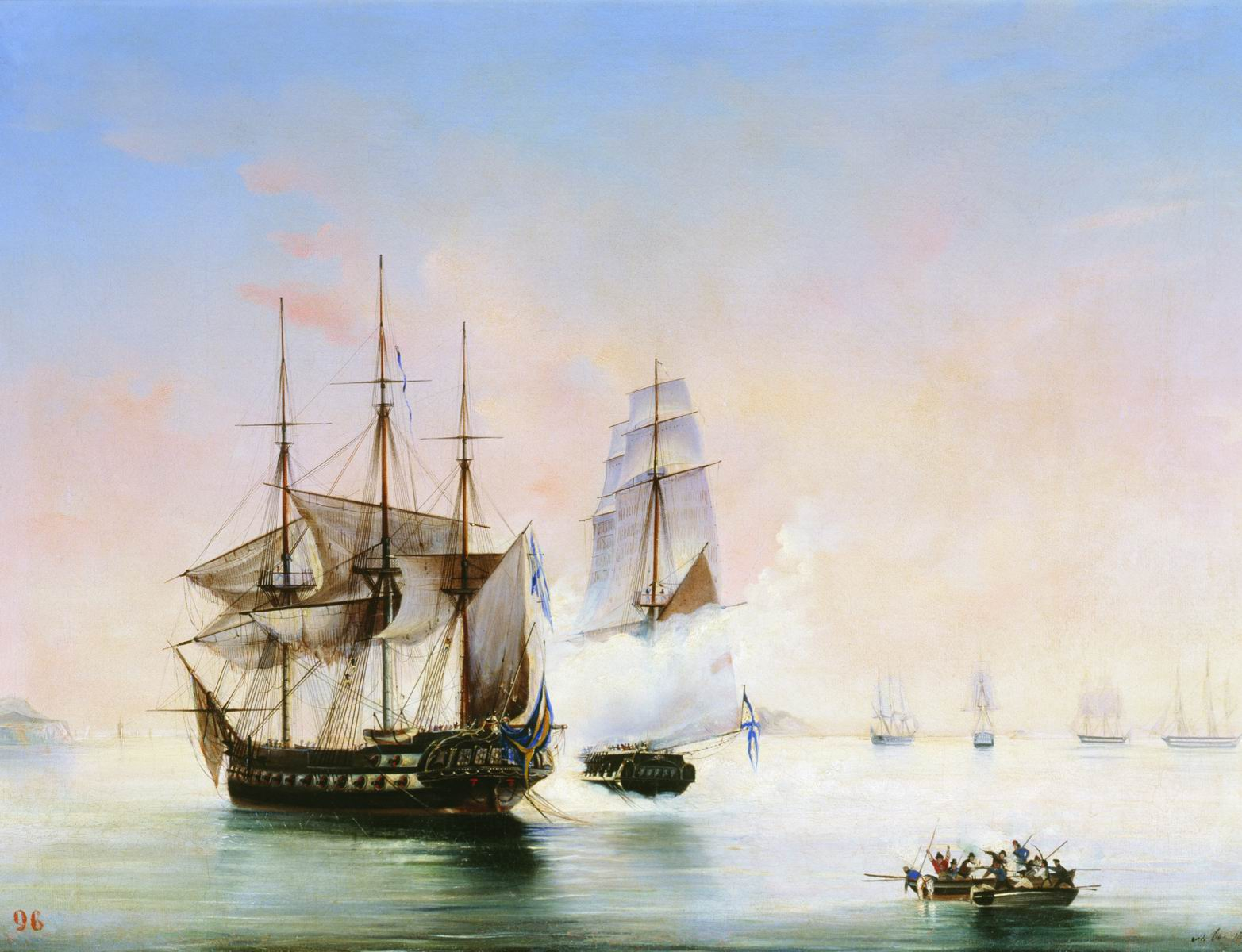
Venus erövring 1789, målning av Aleksej Bogoliubov.

Ingen reaktion märktes trots att striden ägde rum i neutrala vatten, troligen eftersom Danmark med ansträngda relationer till Sverige hade ett dubbelt intresse att inte ta ställning mot Ryssland, samtidigt som en förlust för den svenska flottan var ett fartyg mindre att oroa sig för i en eventuellt kommande konflikt med Sverige. 
Ryska tidningar och myndigheter tog alla möjligheter att utnyttja propagandavärdet av erövringen och spred nyheten att Venus hade erövrats av 22-kanoners kuttern Merkurij. Den fängslade Kapten Hansson blev utom sig och skrev ett brev till chefen för den ryska eskadern och bad honom att som en gentleman vittna om vad som hänt. Intressant nog får han svar från kapten "Jenkins" på kuttern Merkurij som egentligen borde ha allt att vinna på den heroiska roll hans skepp fått i propagandan. I ett brev som finns bevarat i domstolsprotokollen bekräftar han att Hansson inte kapitulerade för kuttern utan för den ryska eskadern. Jenkins skriver även att hans skepp lidit svåra skador och skulle ha sänkts om de större fartygen inte anlänt i tid. En möjlig förklaring till denna vänlighet är att många officerare i de baltiska flottorna vid denna tid var arbetslösa europeiska officerare med begränsat intresse för politiken i det baltiska kriget. Det är troligt att skrivelsen till förmån för Major Hansson kan ses som ett tecken på vikten av goda relationer med officerare, som kanske en annan dag kunde bli en möjlig kollega.

### Den efterföljande rättsprocessen i Sverige

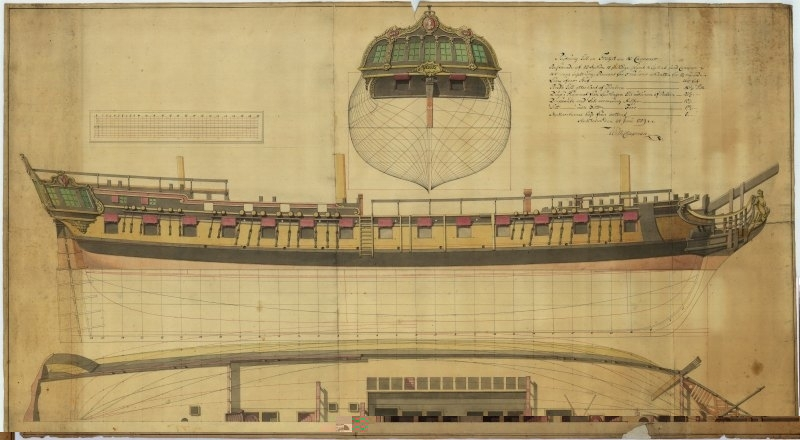
Venus som ritning av Chapman.

Efter att ha återvänt efter fångenskapen ställs major Hansson inför rätta vid Stockholm hovrätt i juli 1791 för förlusten av sitt skepp. Det relativt milda straff på böter motsvarande ett halvt års lön för att han positionerat hans majestäts fregatt Venus i en situation där han inte kunde fly till det öppna havet, visade att domstolen inte ansåg förlusten i sig som ett brott, och uppenbarligen accepterat det faktum att Hansson borde ha kunnat förvänta sig beskydd på neutralt territorium, samt att hans försvar av fartyget hade varit acceptabelt så länge det var meningsfullt att fortsätta striden.

### Venus historia i rysk tjänst

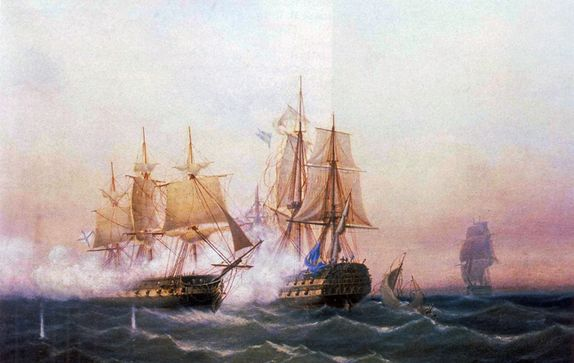
K V Sjarenberg - Fregatten Venus tillfångatagande av svenska slagskeppet Rättvisan 23 jun 1790

Efter nödvändiga reparationer deltog fartyget som ryskt örlogsskepp i sjöslaget vid Reval och vid Viborgska gatloppet under ledning av den brittiske amiralen Robert Crown, där hon efter en artilleriduell bordade och besegrade det svenska örlogsskeppet Rättvisan. 
1795 ingick Venus i vice amiral Peter Hanikoffs eskader som tillsammans med engelske amiralen Duncans eskader blockerade de holländska kanalhamnarna. Amiral Duncan beordrade Venus att avsegla till Leith för att under åren  1795-1797, samt 1799-1800, eskortera handelsfartyg till Östersjön. Under år 1804 blev fartyget ombyggt.
Under det fjärde koalitionskriget sändes hon att förstärka den ryska svartahavsflottan. Den 25 oktober 1804, under befäl av kommendören Grieg lämnade Venus Kronstadt, tillsammans med Retvizan, Sviataija Elena och Avtroil. Efter sex veckors uppehåll i Portsmouth passerade man den 7 januari 1805 Gibraltar och anlände till Korfu den 23 januari. Hon tjänstgjorde i Adriatiska havet åren 1805-1807 och Egeiska havet 1807. Hon deltog 1806 i blockaden av Ragusa och i slutet av samma år, under kriget mot Turkiet, seglade hon i farvattnen vid Dardanellerna. Efter britternas anfall mot Danmark 1807 förklarade Alexander I krig mot Storbritannien. I december, när hon låg för reparation i Palermos hamn, krävde en brittisk örlogsenhet som då blockerade staden till sjöss, att Venus skulle överlämnas till britterna. För att undgå erövring såldes därför fartyget till kungariket Neapel i Palermo och besättningen fördes till Trieste för att därifrån återvända till Ryssland.